# .bv
.bvはノルウェーの属領である無人島、ブーベ島に割り当てられた国別コードトップレベルドメイン（ccTLD）である。レジストリ、および後援組織はNoridであるが、現在登録は行われていない。.bvは1997年8月21日に登録され、ノルウェーのccTLDである、.noのレジストリであったNoridにより管理されることとなったが、ごく少数しか無いブーベ島に関連する施設のためドメインを開放する必要は薄く、.noの運用で十分であるとの判断が下されたことにより、.bvの登録は開始されなかった。また、ドメインという資産を商業的に用いるべきでないという判断がなされているため、現在.bvを民間業者に向けて販売する計画は存在しない。.bvの運用が開始された場合、このドメインは.noと同様ノルウェー通信庁の管理下に置かれる。

## 歴史

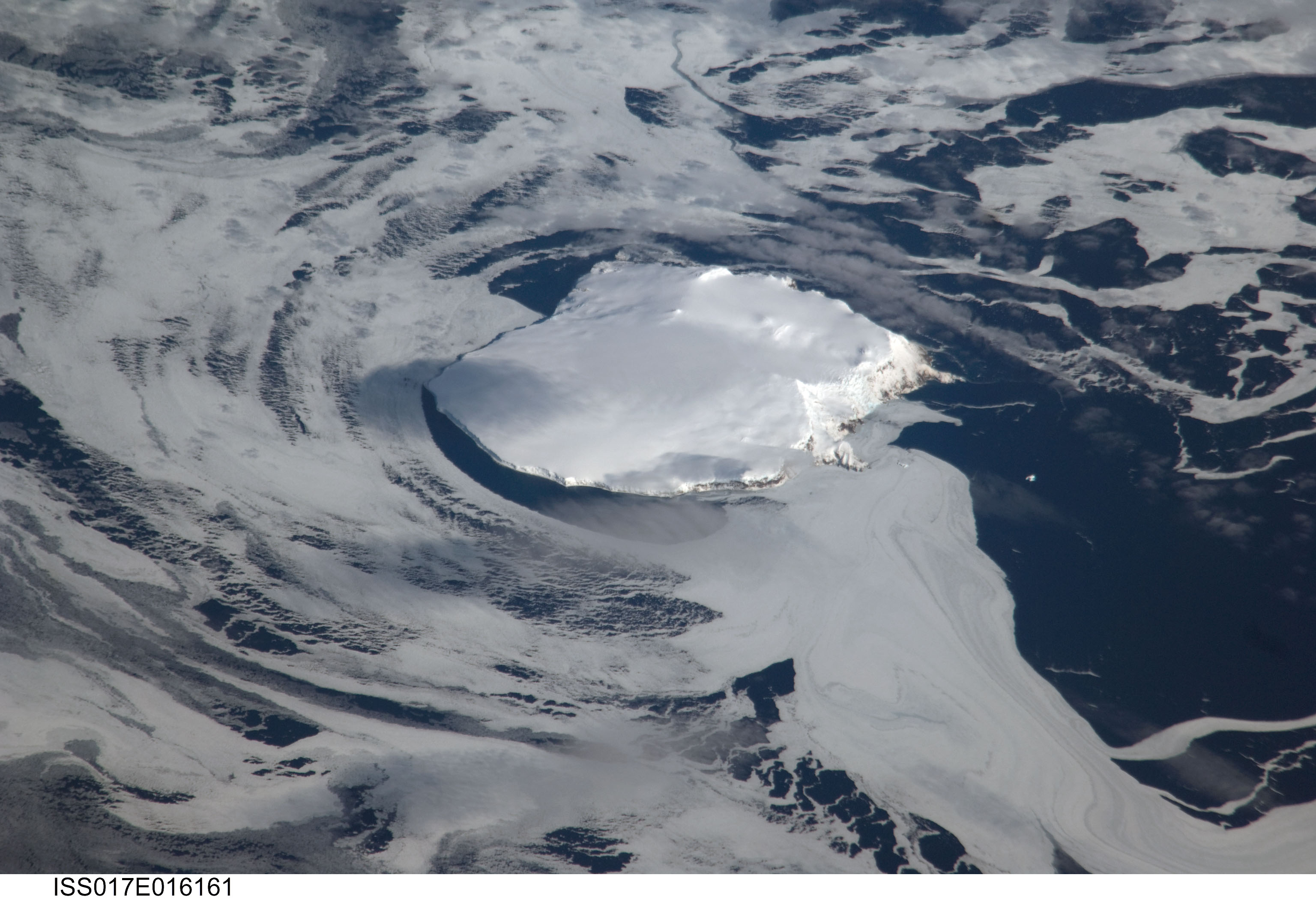
ブーベ島

ブーベ島は南大西洋の亜南極に位置する無人の火山島であり、1927年にノルウェーによる領有が宣言された。ドメインの割り当ては1997年8月21日に、ノルウェー領スヴァールバル諸島およびヤンマイエン島のccTLDである.sjと同時に行われた。これらの島々にccTLDが割り当てられたのは、IANAがccTLDをISO 3166の2文字国名コードに基づき定めており、この規格ではブーベ島にBVという単独のコードが与えられていることによるものである。
2015年6月、ノルウェーの計算機科学者であるホーコン・ウィウム・リーと、社会主義左翼党は、海外の反体制活動家ないしノルウェー当局を監視から守るためのオンラインの安全地帯を構築するために、.bvドメイン、および.sjドメインを用いることを提案した。
2012年5月、Noridは、“BV”（Besloten vennootschap）がオランダ国内で一般的な有限責任会社の形態の一つであり、ドメインハックへの利用が期待できることから、同国のドメインレジストリであるSIDNと協同で、オランダ国内市場で.bvドメインを流通させることを試みた。この試みは2016年6月、ノルウェーの通信運輸省が.bvドメインの販売を開始するにはドメインにかけられる規制の一部を免除する必要があり、認可されるべきでないという勧告を行ったために終了した
。

## 方針

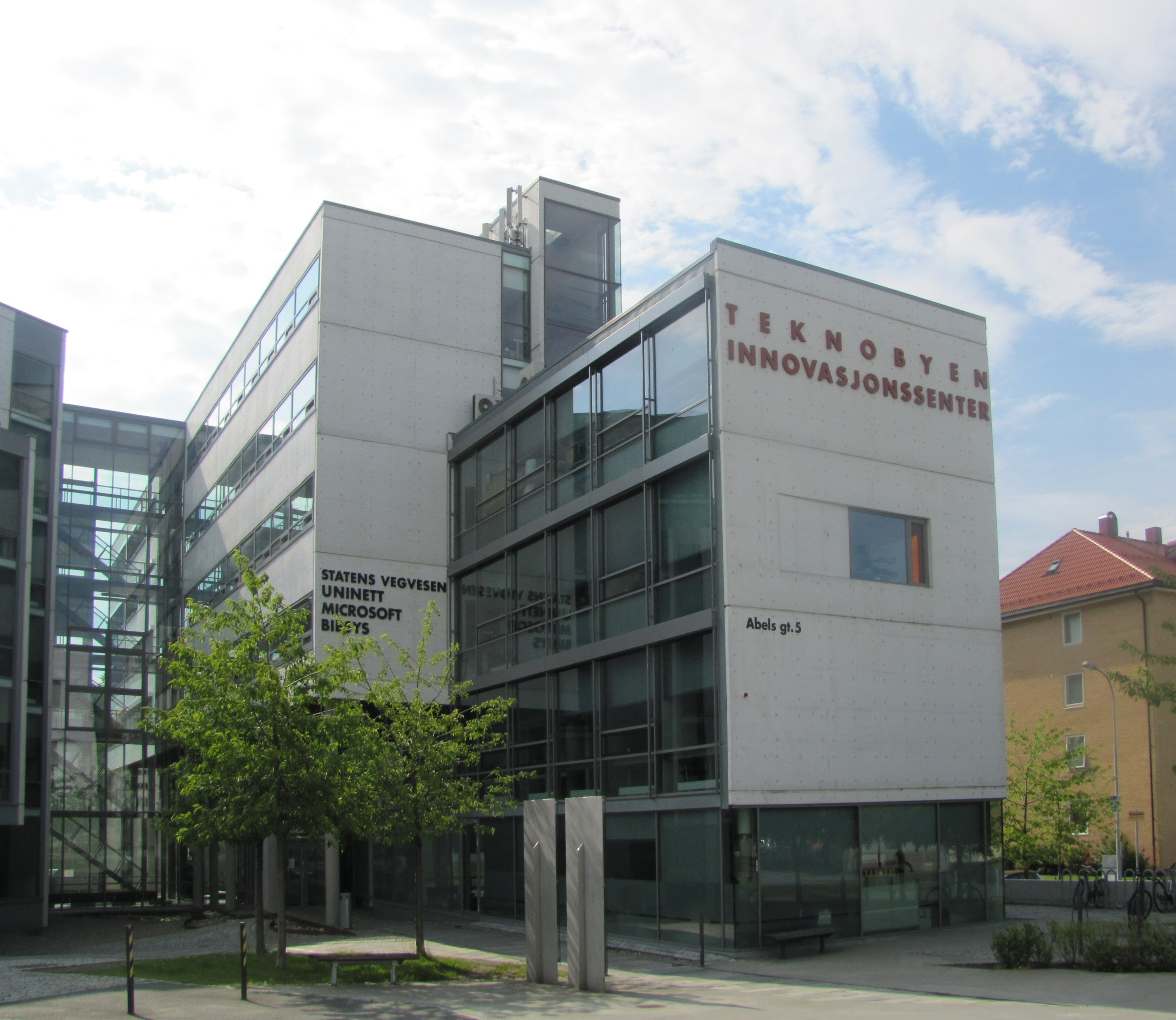
トロンヘイムのテスノビエン・イノベーション・センター。Noridの本拠地が置かれている。

ノルウェーの国立研究教育ネットワークであるUninettの保有する、トロンヘイムに本拠地を置くレジストリであるNoridが.bv、および.no、.sjを管理している。ドメインの法的権利はIANAとの合意、およびリレサンに本拠地を置くノルウェー通信庁の管理する、電気通信法に基づく規制によって二重に管理される。
.bvの運用方針は「ノルウェー国別トップレベルドメインのドメイン名に関連する規定（Regulation Concerning Domain Names Under Norwegian Country Code Top-level Domains）」により定められる。この規定はノルウェーの持つ他の2つのccTLD、すなわち.noと.sjにも適用されるものである。.bvの運用が開始された場合は、前述の2ドメインと同様の手続きおよび規則が当てはめられる。現在、.bvは将来の利用のため予約されている。 